# Sikth
Sikth (estilizado como SikTh) es una banda británica de metal progresivo de Watford, Hertfordshire, Inglaterra, formada en 1999. Son considerados como una influencia clave en el desarrollo del movimiento djent, junto a Meshuggah.

## Historia

### Primeros años (1999-2002)
SikTh nace a fines de 1999, pero su formación se consolidó recién en marzo de 2001. Esa alineación consistía en los vocalistas Mikee Goodman y Justin Hill, los guitarristas Dan Weller y Grahan “Pin” Pinney, el bajista James Leach y el baterista percusionista Dan Foord.
Si primer lanzamiento oficial fue un EP titulado Let the Transmitting Begin. Lanzado el 2002, incluye tres canciones, así como también un CD en vivo de edición limitada, de una presentación para la BBC Radio 1 de las mismas tres canciones.
El primer lanzamiento para Gut Records fue un EP titulado How May I Help You? También lanzado el 2002, incluye tres canciones, dos de las cuales fueron incluidas en el disco debut de la banda. Este EP además incluye un videoclip para la canción “(If You Weren’t So) Perfect.” La canción “How May I Help You?” se trata sobre la historia de un personaje llamado Rodney. Se hizo un videoclip animado sobre esta canción, que fue escrito, dirigido y producido por Mikee Goodman. Este video fue elegido como el mejor video de ese año por la revista The Big Cheese Magazine, alcanzó el puesto número uno MTV UK, y estuvo en una lista de los mejores videos en MTV Asia.

### Álbum debut (2003-2005)
El disco debut de SikTh, titulado The Trees Are Dead & Dried Out Wait for Something Wild fue lanzado el 18 de agosto de 2003 por Gut Records. El disco fue producido por el grupo, en colaboración con Andrew Scarth. Los trabajos de mezcla estuvieron a cargo de Colin Richardson. Dos sencillos fueron lanzados para promocionar este disco, Scent of the Obbscene (en octubre) y Peep Show (en diciembre). El álbum vendió aproximadamente 30.000 copias en el Reino Unido, Japón y Australia.
En apoyo del disco, SikTh se presentó en el Download Festival en Donington Park el 2003. El grupo subsecuentemente viajó a Japón el 2004, primero apoyando a las bandas Anthrax y Killswitch Engage, y luego tocando en el Fuji Rock Festival en agosto junto a Lou Reed, PJ Harvey y Primus. También el 2004 el grupo hizo una aparición en el debut del festival interdisciplinario de música nueva de Fuse Leeds, por una invitación del organizador del festival Django Bates (tocaron como teloneros de la banda de jazz del mismo Bates, en la noche de clausura del festival).

### Segundo disco (2006-2007)
El grupo regresó el 2006 con su segundo larga duración Death of a Dead Day. Fue lanzado el 26 de junio de 2006 en el Reino Unido en su nuevo sello discográfico Bieler Bros. Records. Fue lanzado antes en los Estados Unidos el 6 de junio. El álbum entró en la cartelera de discos del Reino Unido en el puesto número 94. El disco fue nuevamente producido por ellos mismo, mezclado por Matt LaPlant.
En apoyo del disco, SikTh presentó un show en el recinto “The White Horse” en el pueblo de High Wycombe, en dónde fue la primera tocata del grupo, el día 6 de junio de 2006. Cuatro días más tarde se presentaron en el Download Festival del 2006 y luego hicieron una gira corta por el Reino Unido.
Un EP titulado Flogging the Horses fue lanzado en octubre de 2006, incluyendo demos de canciones incluidas en Death of a Dead Day, así como un remix de la canción “Where Do We Fall?”. La canción “Each Other and Ourselves” también fue incluida; originalmente era un bonus track en la edición japonesa del disco. Se produjeron 1500 copias de este EP.

### Salida de los vocalistas y separación (2007-2013)
El 8 de mayo del 2007, fue anunciada la salida de los vocalistas Mikee Goodman y Justin Hill en julio de ese año, una vez terminado el tour “The Black Summer Starts Here,” debido a la necesidad de enfocarse en otros proyectos (producción musical, audiovisual, etc).  La última presentación de los vocalistas fue en el Carling Academy, en Islington, Londres el 14 de septiembre de 2007 (luego de ser reprogramado).
El 27 de mayo del 2008, fue anunciada la separación del grupo, debido a numerosas razones. La principal razón citada fue la incapacidad para encontrar un reemplazo para Mikee y Justin, así como compromisos con otros proyectos. Durante ese periodo de hiato el grupo fue redescubierto por artistas underground involucrados en el movimiento djent, con músicos notables de la escena como Misha Mansoor de Periphery indicando a SikTh como una de sus mayores influencias. Esto causó que la popularidad de la banda aumentase, incluso al haber estado separados por ya un buen tiempo.
El 12 de enero del 2012, una página oficial de Facebook fue creada por el grupo en order de reeditar y vender mercancía de la banda. El grupo también declaró que en caso de reunirse no sería por “las razones equivocadas” y que “le deben a sus fans la producción de algo muy especial cuando regresasen.”

### Reunión, salida de Justin Hill y tercer disco (2014-presente)
El 16 de diciembre del 2013 fue revelado en un anuncio sorpresa que SikTh presentaría un show de reunión en el Download Festival el 2014, encabezando el Red Bull Stage. Esta fue la primera presentación en vivo del grupo desde el 2007, y su primera aparición en el Download Festival desde el 2006. El 25 de marzo fue anunciada su participación encabezando el festival Euroblast en Köln, Alemania. El 13 de junio del 2014, SikTh anunció un tour de otoño en el Reino Unido, entre octubre y noviembre. También encabezaron el Silence Festival V en Nepal el 17-18 de octubre de 2014, compartiendo el mismo escenario que fue encabezado por Enigmatik, Vader, Textures y Behemoth en años anteriores.
El 27 de abril de 2015 SikTh anunció en su página oficial de Facebook que estaban planeando lanzar nueva música a través de un EP financiado por sus fanes, vía crownfunding. A los fanes que pre-ordenaran el EP se les permitió visitar la página de la campaña y ganar acceso a actualizaciones, contenido y mercancía exclusiva durante la campaña. El EP de seis canciones, titulado Opacities, fue lanzado el 4 de diciembre de 2015. Posteriormente abrieron para Slipknot el 2016, en su pasada por el Reino Unido en febrero de ese año, junto a Suicidal Tendencies.
En julio de 2016 el vocalista Justin Hill anunció su salida del grupo, en orden de enfocarse en su carrera como productor musical. Joe Rosser, vocalista de la banda Aliases (proyecto paralelo del guitarrista “Pin”) fue anunciado como su reemplazo. Junto al nuevo vocalista SikTh grabó y lanzó su tercer disco, titulado "The Future in Whose Eyes?" el 2 de julio de 2017. Durante ese mismo año el grupo se presentó en Arctangent Festival.

## Integrantes

### Actuales
- Mikee Goodman (voces)
- Joe Rosser (voces; 2017- presente)
- Dan Weller (guitarra, piano)
- Graham “Pin” Pinney (guitarra)
- James Leach (bajo)
- Dan “Loord” Foord (batería, percusiones)

### Antiguos
- Justin Hill (voces; 1999-2017)

## Discografía

### Álbumes de estudio
- The Trees Are Dead and Dried Out Wait for Something Wild (2003)
- Death of a Dead day (2006)
- The Future In Whose Eyes (2017)

### EP
- Let the Transmitting Begin (2002)
- How May I Help You? (2002)
- Flogging the Horses (2006)
- Opacities (2015)

### Sencillos
- Hold My Finger/Such a Fool (2001)
- Suffice (2002)
- Scent of the Obscene (2003)
- Pussyfoot (2003)
- Peep Show (2003)
- Bland Street Bloom (2006)
- Philistine Philosophies (2015)
- Behind the Doors (2015)
- No Wishbones (2017)
- Vivid (2017)
- Golden Cufflinks (2017)
- Cracks of Lights (feat. Spencer Sotelo) (2017)